# Miss Festival Cultural de la Cosecha
Miss festival cultural de la cosecha es un concurso de belleza étnico de Malasia celebrado anualmente durante el Sarawak Harvest and Folklore Festival desde 1999.

## Trasfondo
El Festival de la Cosecha de Miss Cultural se realiza en paralelo con el Festival de la Cosecha y el Folclore de Sarawak, el cual es uno de los eventos más destacados del Gawai Dayak . El Festival de la Cosecha y el Folclore de Sarawak es uno de los más grandes ya que involucra a la mayor parte de esta comunidad.
Gracia y el equilibrio son los atributos buscados en la futura ganadora, articulando un conocimiento sólido de Sarawak y sus temas relacionados con el turismo. El concurso de belleza está abierto a todas las damas solteras de cualquier origen, a diferencia del tradicional concurso Kumang Gawai, donde las concursantes son de la comunidad Dayak .

## Ganadoras
| Año  | Ganador                     | Origen étnico     | Nota       |
| ---- | --------------------------- | ----------------- | ---------- |
| 2021 | Sin premio                  | Sin premio        | Sin premio |
| 2020 | Sin premio                  | Sin premio        | Sin premio |
| 2019 | Tamira Lallemand            | Bidayuh -Inglés   |            |
| 2018 | Melinda Peter Jinap         | Bidayuh - Kelabit |            |
| 2017 | Shasta Claire Drrickerson   | Bidayuh - Punjabi |            |
| 2016 | Trisdewi Trisno             | javanés - chino   |            |
| 2015 | Juan Seymour Harry          | iban              |            |
| 2014 | Stepheni Johari             | iban              |            |
| 2013 | Rosalind Sajah Robert Lugah | iban              |            |

## Ediciones anteriores
Debido al cambio de nombre del festival y la colaboración con la marca Fair and Lovely, el concurso se conocía anteriormente como "Mis bella y encanto Gawai noche de turismo (GTN)" entre 1999 y 2004, "Señorita bella y encanto" para las ediciones de 2005 y 2006., "Miss belleza y encanto del Festival mundial de la Cosecha" entre 2007 y 2010, y "Miss Mundo del festival de la cosecha" para las ediciones de 2011 y 2012.

### Festival de la cosecha de Miss Mundo (2011 - 2012)
| Año  | Ganador              |
| ---- | -------------------- |
| 2012 | Magrina Awing George |
| 2011 | Suljirina Lucas      |

### Miss belleza y encanto del Festival mundial de la Cosecha (2007 - 2010)
| Año  | Ganador               |
| ---- | --------------------- |
| 2010 | Ummu Khansa Romainoor |
| 2009 | Janet Bennet          |
| 2008 | Pearlycia Brooke      |
| 2007 | avellana desmond      |

### Señorita bella y encantadora (2006)
| Año  | Ganador                          |
| ---- | -------------------------------- |
| 2006 | Raden Ira Faraniza Mohd Iskandar |
| 2005 | Ester Ageta Jitom                |

### Mis bella y encanto Gawai noche de turismo (GTN) (1999 - 2004)
| Año  | Ganador              |
| ---- | -------------------- |
| 2004 | Marcella Shareen Mos |
| 2003 | Farhana Zainal       |
| 2002 | Sharifa Norzuridah   |
| 2001 | Fairozita Ramli      |
| 2000 | Shahida              |
| 1999 | Rowena Awa Ngumbang  |

## Concursos cruzados
Ganadores y concursantes que compitieron/aparecieron en otros concursos de belleza internacionales/nacionales:
|  | International Pageants Miss World - 2014 - Dewi Liana Seriestha (Top 25) | National Pageants Miss World Malaysia - 2011 - Janet Bennet (Top 10 and "Miss Photogenic") - 2014 - Dewi Liana Seriestha (Winner) - 2016 - Francisca Luhong James Bungan (3rd runner-up) - 2018 - Francisca Luhong James Bungan (Top 5) Miss Universe Malaysia - 2013 - Karissa Kara Simon (Top 17 Finalist) - 2018 - Jessy Gantle (Top 18 Finalist) - 2020 - Francisca Luhong James Bungan (Winner) Miss Earth Malaysia - 2017 - Jean Seymour Harry (Top 6 and "Miss Eco Beauty") |